# Hodgkinson River
Hodgkinson River är ett vattendrag i Australien. Det ligger i delstaten Queensland, omkring 1 500 kilometer nordväst om delstatshuvudstaden Brisbane.
Omgivningarna runt Hodgkinson River är huvudsakligen savann. Trakten runt Hodgkinson River är nära nog obefolkad, med mindre än två invånare per kvadratkilometer. Genomsnittlig årsnederbörd är 1 033 millimeter. Den regnigaste månaden är januari, med i genomsnitt 245 mm nederbörd, och den torraste är september, med 4 mm nederbörd.